# 0472

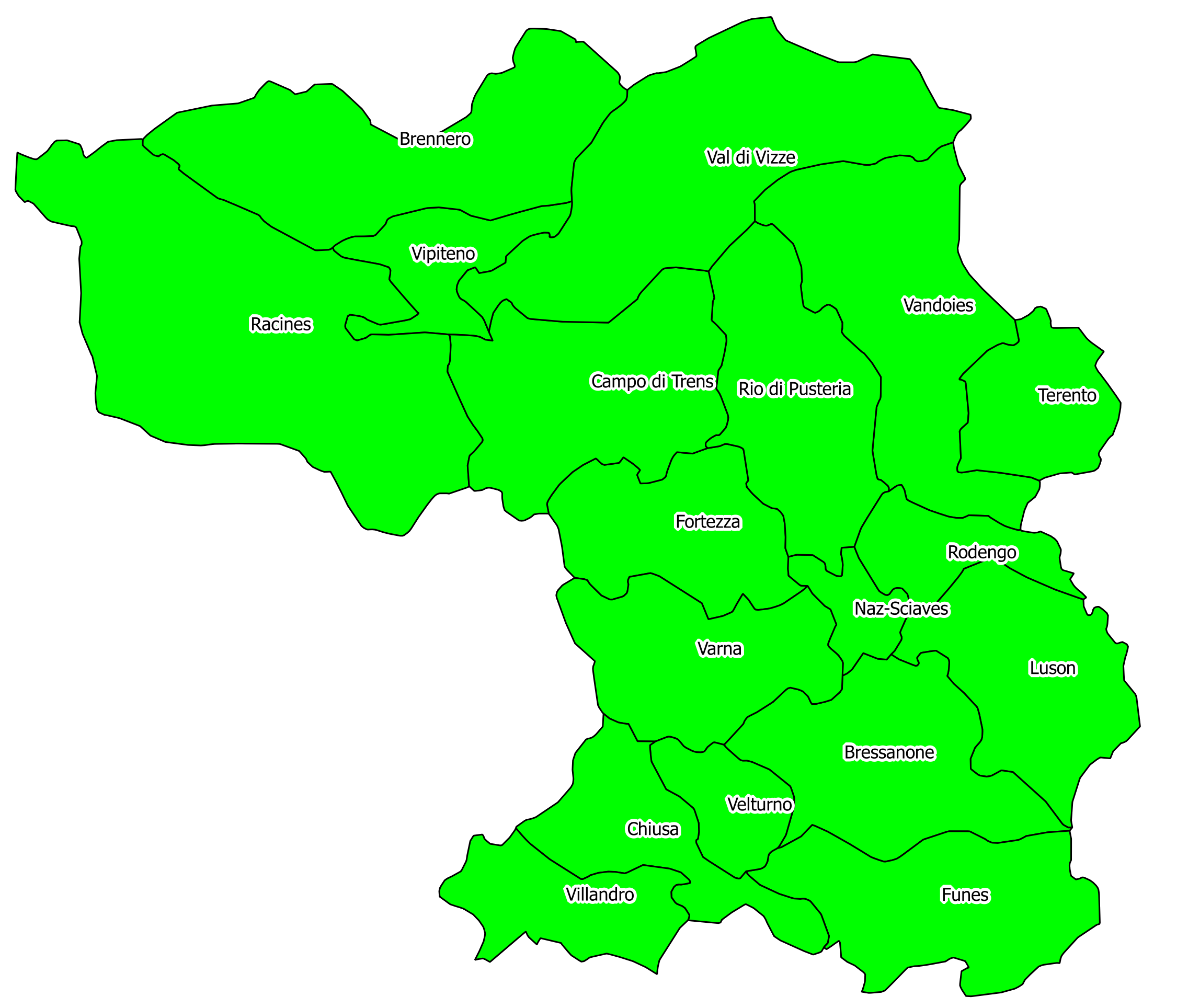
Distretto telefonico di Bressanone

0472 è il prefisso telefonico del distretto di Bressanone, appartenente al compartimento di Bolzano.
Il distretto comprende la parte nord-occidentale della provincia autonoma di Bolzano. Confina con l'Austria a nord e con i distretti di Brunico (0474) a est, di Bolzano (0471) a sud e di Merano (0473) a ovest.

## Aree locali e comuni
Il distretto di Bressanone comprende 18 comuni compresi in un'area locale, nata dall'aggregazione dei due preesistenti settori di Bressanone e Vipiteno: Brennero, Bressanone, Campo di Trens, Chiusa, Fortezza, Funes, Luson, Naz-Sciaves, Racines, Rio di Pusteria, Rodengo, Terento, Val di Vizze, Vandoies, Varna, Velturno, Villandro e Vipiteno.